# Labirintul binecuvântării
Labirintul binecuvântării este un film românesc din 1998 regizat de Jon Gostin.

## Distribuție
Distribuția filmului este alcătuită din:
- A. Florescu
- Mihai Baranga
- Valentin Uritescu
- Răzvan Ionescu